# بلايني برايس
بلايني برايس هو عالم حاسوب كندي، ولد في 1964 في مونتريال في كندا.